# Ванасадам
Ва́наса́дам (эст. Vanasadam, код: EEVAN), Старый порт, Пассажирский порт Таллина, ранее Таллинский морской торговый порт (эст. Tallinna Merekaubasadam), Морской торговый порт (эст. Merekaubasadam) и Торговый порт (эст. Kaubasadam) — морской порт, расположенный в центре Таллина, Эстония. С позднего средневековья до конца XX века являлся крупнейшим торговым портом на территории современной Эстонии. C 1990-х годов обслуживает регулярные рейсы паромов в Хельсинки и Стокгольм, также осуществляет нерегулярные рейсы в другие порты Европы. Навигационный период — с 1 января по 31 декабря. Порт управляется государственным акционерным обществом «Tallinna Sadam AS». Регистровый адрес порта: улица Садама 25.

## Описание
Ванасадам является одним из пяти портов государственного предприятия «Порт Таллина». Является крупнейшим пассажирский портом Эстонии и является достаточно загруженной гаванью по мировым стандартам (в 2019 году порт обслужил 10,64 млн пассажиров).
В порту действуют 2 пассажирских терминала (A и D), один грузовой терминал (B) и круизный терминал. Общая протяженность его причалов составляет 5,141 км. Число причалов — 24, вместе со вспомогательными — 33.
Протяженность первого причала порта, предназначенного для круизных судов, — 340 метров. Его строительство было завершено весной 2004 года, стоимость составляла более 80 млн крон (5,1 млн евро). У причала могут швартоваться суда максимальной длиной 340 метров, шириной 42 метра и осадкой 10,3 метра.
Число пассажиров круизных судов, проходящих через порт, имеет положительную динамику на протяжении 12 лет подряд (до 2019 года), в том числе за счет сотрудничества с Таллинским аэропортом. Для того чтобы справиться с этим количеством и растущими объемами круизных судов, прибывающих в Таллин, в мае 2013 года Таллинский порт приступил к строительству в порту Ванасадам нового круизного причала рядом с уже существующим. Длина нового круизного причала — 340 метров, он может принимать суда шириной до 42 метров.
В 2021 году в порту был открыт новый мультифункциональный круизный терминал и променад рядом с ним длиной 850 метров. Потребности терминала в энергии удовлетворяются за счёт солнечных панелей, адаптированных к северному климату, а отопление объекта осуществляется за счет морской энергии с использованием теплового насоса. Район порта Ванасадам становится инновационным и привлекательным городским центром с собственной комплексной и продуманной концепцией, создавая при этом синергию со Старым городом.
В состав порта Ванасадам входит также созданная в 2010 году новая пристань для малых судов — Яхтенный порт Старого порта (эст. Vanasadama Jahisadam, англ. Old City Marina), имеющий 110 причальных мест.

### Регулярные рейсы
| Перевозчик  | Направление                     | Терминал |
| ----------- | ------------------------------- | -------- |
| Eckerö Line | Хельсинки                       | A        |
| Tallink     | Хельсинки, Мариехамн, Стокгольм | D        |
| Viking Line | Хельсинки                       | A        |

## История порта
Морская торговля через Ревель проходила начиная с XIII века, город входил в Ганзейский союз. В конце XVII века в порту Ревеля имелся мол длиной около 300 м, начинавшийся возле Морских ворот городской крепости и шедший далее в восточном направлении. В конце XVII — начале XVIII века мол был удлинён, образовав Купеческий мост. В 1713 году по указанию Петра I генерал-адъютанту Девиеру и инженер генерал-майору Люберасу было поручено соорудить ревельскую гавань. Был построен западный больверк и образована Военная гавань.
На 1797 год в порту имелось два причала — Купеческий мост и Западный больверк. Купеческий мост был деревянным на сваях, длиной около 300 м и шириной 12 м. Западный больверк был сооружён из ряжей, заполненных камнями и имел ширину 14 м. В начале 19 века был сооружён Северный больверк в виде волнолома, образовав Новую военную гавань. Ещё один небольшой волнолом был построен между Западным и Северным больверками, в начале 1850 году его соединили с Западным больверком. В последнем был сделан проход шириной 23 м для судов, а образовавшийся в результате волнолом стал называться Южным больверком. В конце 1840-х годов был возведён Восточный больверк в виде волнолома, тем самым Новая военная гавань была ограждена от волнения со всех сторон. В те же годы для защиты акватории порта от наносов, в юго-восточной части акватории порта из ряжей в был сооружён защитный мол длиной 550 м и шириной 2 м. В 1850—1855 годах рядом был сооружён деревянный мол — мост Виктории длиной 680 м. В 1860-е годы на 75 метров был удлинён Купеческий мост .
Балтийская железная дорога в 1870 году была проложена в порт, соединив его с российской сетью железных дорог и обеспечив быструю транспортную связь порта с центральной Россией. Подключение порта к железнодорожной сети страны сильно увеличило его товарооборот, в значительной степени за счёт перераспределения части грузов из порта Санкт-Петербурга в порт Ревеля. Ревельский порт в то время мог принимать суда с большей осадкой и был закрыт для навигации зимой, во время ледовых явлений, значительно более короткое время чем порт Санкт-Петербурга: в среднем 49 дней против 147 дней у петербургского порта. В результате с 1870 по 1876 год таможенные сборы в порту выросли в 10 раз, с 329 тыс. до 3,3 млн рублей и до 8 млн в 1879 году. Годовой грузооборот порта в 1880-е годы составлял в среднем 500 тыс. тонн.
В 1880 году на 5–7 метров был уширен настилом на деревянных сваях Западный больверк. В середине 1880-х в восточной части порта был построен Новый бассейн глубиной 7,6 м, шириной 66 м и длиной по причальным стенкам 160 м и 290 м. Причальные стенки под водой устроены на ряжевом основании, а чуть ниже ординара и выше на остальную высоту сделана каменная кладка на цементе. В 1889 году были перестроены 200 метров моста Виктории в наиболее удалённой части сооружения. Вместо деревянного строения была устроена каменная причальная стенка на деревянных сваях — набережная Виктории. Также в Купеческой гавани были произведены дноуглубительные работы: в восточной части акватории была обеспечена глубина в 7,6 м и 5,5 м в западной части. В 1895 году на средства биржевого комитета города был построен ледокол «Город Ревель», который стал обеспечивать круглогодичную навигацию в порту, осуществляя проводки судов во льдах в зимний период.
В период советской власти, в 1971 году Таллинский морской торговый порт был награждён орденом «Знак Почёта».

## Пассажирский трафик
| Год       | 2001 | 2002 | 2003 | 2004 | 2005 | 2006 | 2007 | 2008 | 2009 | 2010 | 2011 | 2012 | 2013 | 2014 | 2015 | 2016 | 2017 | 2018 | 2019 | 2020 | 2021 | 2022 | 2023 |
| --------- | ---- | ---- | ---- | ---- | ---- | ---- | ---- | ---- | ---- | ---- | ---- | ---- | ---- | ---- | ---- | ---- | ---- | ---- | ---- | ---- | ---- | ---- | ---- |
| Млн. чел. | 5,74 | 5,94 | 5,86 | 6,74 | 7,01 | 6,76 | 6,51 | 7,25 | 7,26 | 7,92 | 8,48 | 8,84 | 9,24 | 9,57 | 9,79 | 10,2 | 10,6 | 10,6 | 10,6 | 4,33 | 3,54 | 7,21 | 8,00 |